# 电气工程师
电气工程师，从事勘测、规划、设计、电力工程建築、安裝、調試、技術開發、試驗研究、發供電運行、檢修、修造、電網調度、用電管理、電力環保、電力自動化、技術管理等工作的電力專業工程技術人員。